# هنری ویتمن (دوچرخه‌سوار)
هنری ویتمن (انگلیسی: Henry Wittmann; ۱۷ دسامبر ۱۸۸۵ – مارس ۱۹۶۸) دوچرخه‌سوار اهل ایالات متحده آمریکا بود. وی در 
```
شرکت کرده است.
```